# Sofia, Hîncești
Sofia este un sat din raionul Hîncești, Republica Moldova.

## Demografie
Componența etnică a satului Sofia
     Români (Moldoveni) (96,84%)
     Nedeclarat (2,72%)
Conform recensământului populației din 2014  populația satului Sofia este de 1.394 de locuitori.

## Administrație și politică
Componența Consiliului local Sofia (9 consilieri), ales la 5 noiembrie 2023, este următoarea:
|  | Partid                            | Consilieri | Componență | Componență | Componență | Componență | Componență | Componență | Componență |
|  | --------------------------------- | ---------- | ---------- | ---------- | ---------- | ---------- | ---------- | ---------- | ---------- |
|  | Partidul Social Democrat European | 7          |            |            |            |            |            |            |            |
|  | Partidul Acțiune și Solidaritate  | 2          |            |            |            |            |            |            |            |